# 天理インターチェンジ

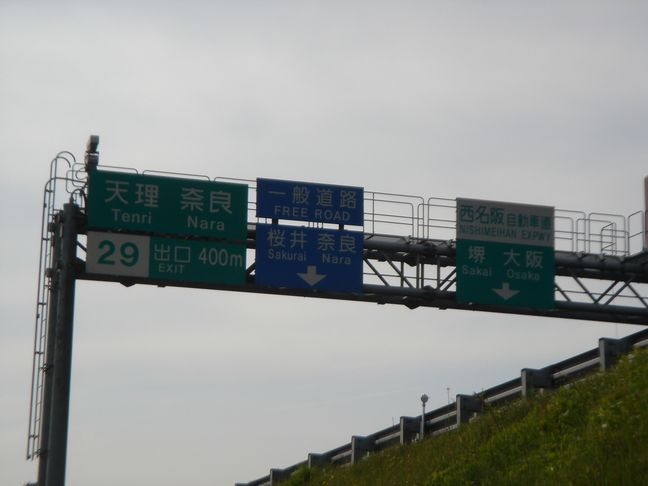
名阪国道天理IC下り

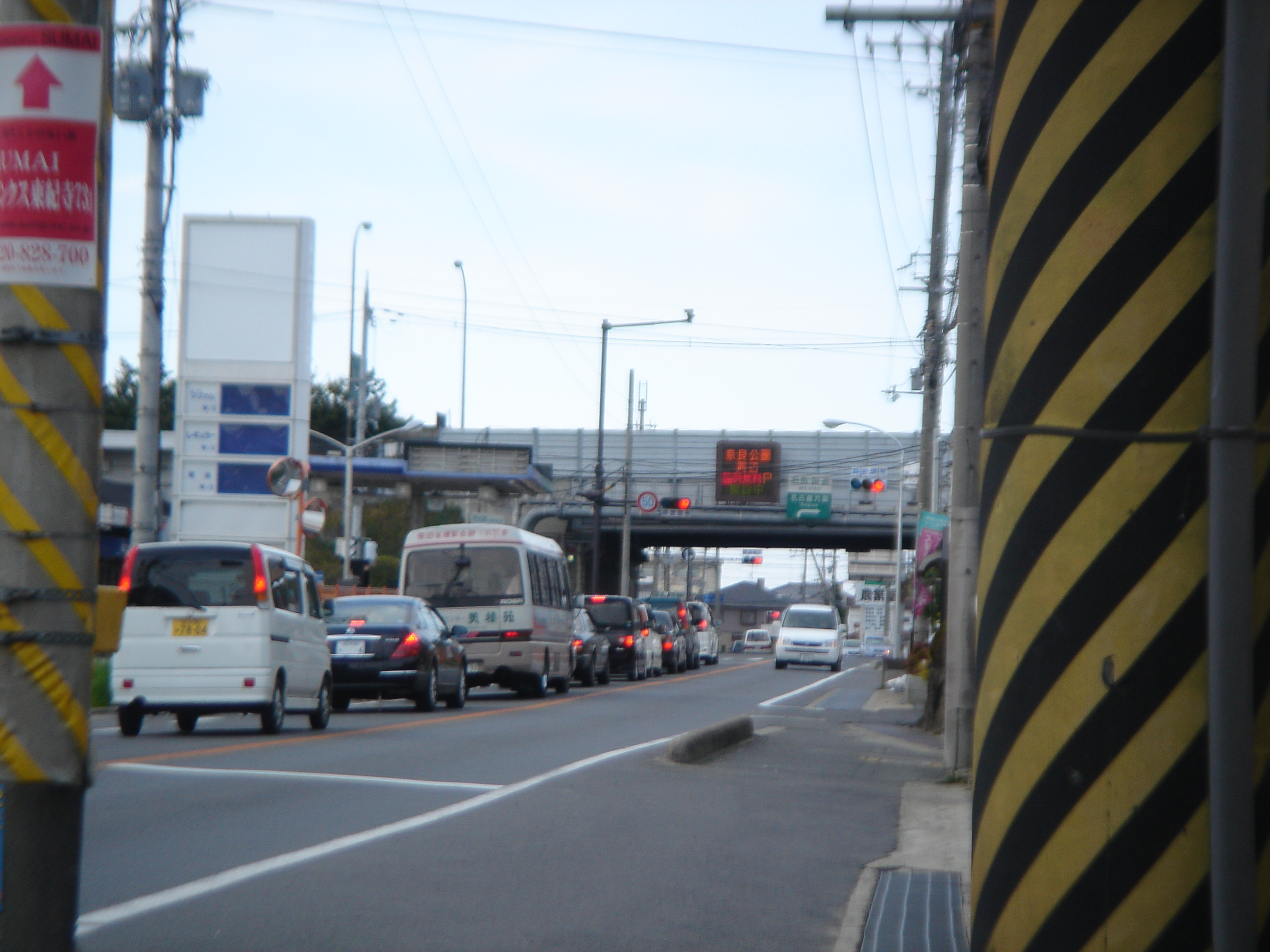
天理インターチェンジ（国道169号南側から望む）

天理インターチェンジ（てんりインターチェンジ）は、奈良県天理市にある、西名阪自動車道および名阪国道のインターチェンジ。
両道路は当ICで直結している。西名阪自動車道および名阪国道から天理市のほか、奈良公園など奈良市街、また桜井市への最寄のインターチェンジである。
名阪国道側は無料の自動車専用道路であり、また西名阪道側も通行料金の収受は西側の天理本線料金所で行われるため、ゲートはなく、緩やかに本線と合流・分岐する構造となっている。

## 道路
- E25 西名阪自動車道（6番）
- E25 名阪国道（29番）

## 接続する道路
- 国道169号

## 周辺
- 奈良交通 国道櫟本・櫟本バス停留所
- 天理市立櫟本小学校
- 和爾下神社
- 天理櫟本郵便局
- 天理スタミナラーメン本店
- 千寿庵吉宗 名阪天理店
- JR桜井線櫟本駅
- 出光セルフ天理インターSS（セルフ式ガソリンスタンド）

## 隣
E25 西名阪自動車道
(5) 郡山IC - 天理PA/TB - (6) 天理IC
E25 名阪国道
(28) 天理東IC - (29) 天理IC

## その他
- 周辺に地名である「櫟本」の名のついたバス停や駅が存在する為、現地では「櫟本インターチェンジ」と呼ぶ人もいる。
- 国道169号、天理インターチェンジ交差点から、名阪国道名古屋方面入口までの側道（北側）は東行一方通行であるが、入口ランプより先東側の側道は両通となる為、注意が必要である。